# Frustrazione (film 1988)
Frustrazione è un film del 1988 diretto da Orrubac Onubr.